# Южноафриканская кошачья акула
Южноафриканская кошачья акула или жёлтопятнистая кошачья акула (Scyliorhinus capensis) — малоизученный вид глубоководных морских хрящевых рыб семейства кошачьих акул отряда кархаринообразных. Обитает в юго-восточной части Атлантического и юго-западной части Индийского океана. Максимальный размер составляет 1,2 м.

## Таксономия
Впервые вид был описан в книге «Systematische Beschreibung der Plagiostomen» в 1838 году. Синтипы хранятся в Британском музее естествознания в Лондоне. Видовой эпитет дан по географическому месту обитания (англ. Cape of Good Hope — Мыс Доброй Надежды).

## Ареал
Этот вид является эндемиком южноафриканского побережья, он обитает у берегов Намибии и ЮАР от прибрежной зоны до континентального шельфа и верхней части материкового склона на глубине 26—530. Вероятно, существует единая популяция этих акул.

## Описание
У южноафриканской кошачьей акулы довольно тонкое тело. Ширина головы составляет 2/3 от её длины. Ноздри прикрыты широкими клапанами, которые разделены узким промежутком. По углам рта в верхней челюсти имеются губные борозды. Второй спинной плавник меньше первого. Основание первого спинного плавника находится позади основания брюшных плавников, а основание второго спинного плавника — над серединой основания анального плавника. Интердорсальное расстояние длиннее основания анального плавника. Довольно грубая кожа покрыта крупными плакоидными чешуйками. Спину и бока покрывают многочисленные ярко-жёлтые пятнышки, кроме того, на спине имеются 8—9 тускло-серых седловидных отметин. Тёмные отметины отсутствуют. Максимальный размер 1,22 м.

## Биология
Южноафриканские кошачьи акулы размножаются, откладывая яйца. Длина капсул, в которые заключены яйца, составляет 8 см, а ширина — 3 см. Рацион состоит костистых рыб, ракообразных и головоногих. Самцы и самки достигают половой зрелости при длине 66—78 см и 68—70 см соответственно. Средняя длина самцов составляет 95 см, а самок — 85 см. Новорождённые имеют в длину 30—31 см.

## Взаимодействие с человеком
Этот вид не представляет опасности для человека. Коммерческой ценности не имеет. Регулярно в качестве прилова попадает в рыболовные сети. Международный союз охраны природы оценил статус сохранности данного вида как «Близкий к уязвимому положению».